# La Chapela de Còla
La Chapela Fouchier (en francès La Chapelle-Faucher) és un municipi francès situat al departament de la Dordonya i a la regió de la Nova Aquitània.

## Demografia
| 1962                                       | 1968 | 1975 | 1982 | 1990 | 1999 | 2007 |
| ------------------------------------------ | ---- | ---- | ---- | ---- | ---- | ---- |
| 464                                        | 477  | 478  | 445  | 398  | 400  | 377  |
| Des de 1962: població sense dobles comptes |      |      |      |      |      |      |

## Administració
| Període   | Identitat         | Partit        |
| --------- | ----------------- | ------------- |
| 1947-1962 | Antoine Debord    |               |
| 1962-1977 | Fernand Ganteille |               |
| 1977-2001 | Jean Brudieux     |               |
| 2001-     | Christian Mazière | Divers droite |